# Vsevolod Bessonov
Vsevolod Borisovič Bessonov (in russo Все́волод Бори́сович Бессо́нов ?; Ivanovskoije, 7 ottobre 1932 – Golfo di Biscaglia, 12 aprile 1970) è stato un militare sovietico, che come comandante del sottomarino nucleare K-8 venne insignito delle onorificenze di Eroe dell'Unione Sovietica e dell'Ordine di Lenin, e risulta decorato con l'Ordine della Bandiera rossa.

## Biografia
Nacque il 7 ottobre 1932 nel villaggio di Ivanovskoije, Ryl'skij rajon, Oblast' di Kursk, all'interno di una famiglia di contadini.
Trascorse la sua infanzia presso la città di L'gov, e nel 1951 si arruolò nella marina sovietica frequentando la scuola navale superiore per sommergibilisti diplomandosi nel 1955. Prestò servizio nella Flotta del Nord,  e nel 1957 si imbarcò sul sottomarino S-144 come ufficiale alle armi, venendo decorato nel 1958 con l'Ordine della Bandiera rossa per il suo servizio durante l'esecuzione di un test nucleare a Novaja Zemlja.  Nel 1959 passò sul sottomarino lanciamissili balistici a propulsione convenzionale K-102, divenendo membro del PCUS nel 1960. Dal marzo dell'anno successivo fu trasferito sul sottomarino nucleare K-50, appartenente alla classe November, e poi sul similare K-133 come vicecomandante.
Nel settembre 1965 fu nominato vicecomandante del sottomarino nucleare d'attacco K-8 di cui, con il grado di capitano di 2º rango, ne divenne comandante nel febbraio 1968. Nell'aprile 1970 il K-8 partecipò alla grande esercitazione navale Okean-70 che doveva tenersi dal 14 aprile, data della nascita di Lenin, al 22 aprile. L'8 aprile, mentre il K-8 navigava in immersione si svilupparono due incendi che costrinsero il sottomarino ed effettuare una emersione di emergenza, dovendo poi essere evacuato da gran parte dell'equipaggio. Rimasto a bordo insieme ad alcuni volontari, a causa delle condizioni del mare il K-8 non poté essere preso a rimorchio dalla motonave Kassimov ed affondò alle 6:13 del 12 aprile 1970. Lanciatosi fuori bordo insieme ad altri membri dell'equipaggio, non riuscì a raggiungere i soccorritori e morì. Si cercò invano di recuperare il corpo esanime del comandante, ma i soccorritori riuscirono solo a strappare dalla sue mani l'elenco dei membri dell'equipaggio prima che la tempesta lo portasse via per sempre.
Con Decreto del Presidium del Soviet Supremo dell'Unione Sovietica del 26 giugno 1970 fu insignito delle onorificenze di Eroe dell'Unione Sovietica e dell'Ordine di Lenin.
Due strade della base navale di Gremikha sono intitolate al comandante del K-8 V.B. Bessonov e al medico di bordo, Arsenij Methodievič Soloveij.  Il suo nome è stato assegnato a una via e a una scuola secondaria di L'gov. Il 26 luglio 2008 un monumento a Bessonov, opera dello scultore V.I. Bartenev è stato inaugurato nel centro di L'gov.  Nel maggio 2001, nella città di Ryl'sk è stata installata una targa commemorativa in onore di Bessonov.

### Annotazioni
1. ↑  Il sottomarino convenzionale S-144 era al comando del capitano di secondo rango Georgij Vasilijevič Lazarev, e sparò un siluro con testata nucleare che fu fatta attivare.

### Fonti
1. 1 2 3 4 5 6 7 8 9 10 11 12  Warheroes.
2. ↑  Poolmar, Noot 1991, p. 294.
3. ↑  Mke.